# 梁喬升
梁喬升（1480年—？），字以順，廣東廣州府順德縣人，軍籍，明朝政治人物。

## 生平
廣東鄉試第二十七名舉人。正德十六年（1521年）中式辛巳科會試第二百六十七名，登第三甲第一百三十六名進士。授户部主事，歷改刑部、工部主事。

## 家族
曾祖梁武安；祖父梁溥；父梁覺，母黃氏。慈侍下。